# Кайтэн

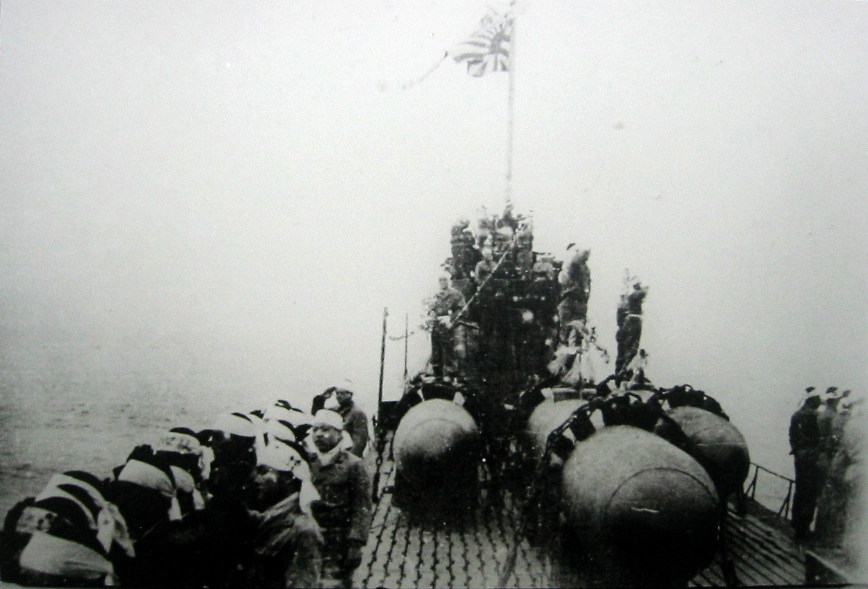
«Кайтэн» на палубе подводной лодки-носителя

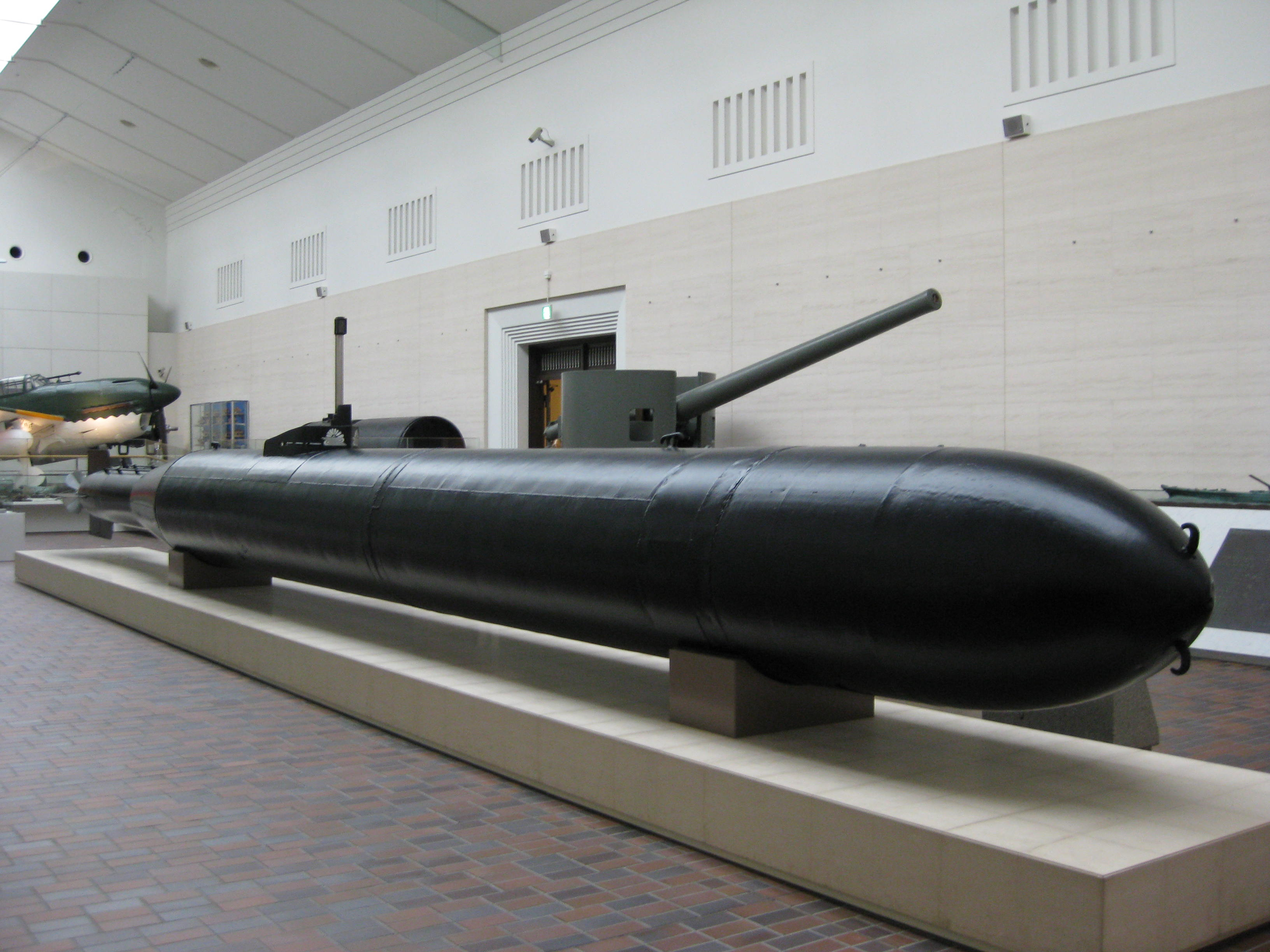
«Кайтэн» в музее. 2008

Кайтэн (тж. кайтен, яп. 回天, букв. «изменяющие судьбу») — название нескольких типов торпед, управляемых пилотами-смертниками (тэйсинтай). Применялись японским Императорским флотом для поражения противника в конце Второй мировой войны.
Первые проекты торпед-кайтэн предусматривали механизм катапультирования пилота. Однако из-за того, что катапультирование в непосредственной близости от поражаемой цели во время взрыва практически не оставляло пилоту шансов выжить, и из-за того, что не было ни одного известного случая, когда пилот кайтэн пытался воспользоваться средством спасения, поздние модификации торпеды уже не имели механизмов катапультирования. Пилот просто помещался в рубку, люк в неё задраивался. Поиск цели пилотом осуществлялся с помощью перископа на небольшой глубине. После выхода на цель и прицеливания пилот переключал торпеду в режим атаки: перископ убирался, глубина увеличивалась и включался полный ход. Покинуть торпеду в случае промаха пилот не мог и погибал от недостатка кислорода, впоследствии в конструкцию был добавлен механизм самоликвидации.

Тип 1

Тип 2

Торпеда «Кайтэн» показала себя малоэффективным оружием. Подготовка к пуску была длительной и довольно шумной. Поскольку кайтены были рассчитаны на малую максимальную глубину погружения и крепились при этом снаружи лодки, допустимая глубина погружения самой лодки соответственно уменьшалась, а уязвимость от противолодочных средств — увеличивалась. Точность и надёжность при пусках на большую дальность были неудовлетворительны. Командиры японских подлодок понимали это. I-58, потопившая крейсер «Индианаполис» (через три дня после того, как он доставил на Тиниан атомную бомбу «Малыш», позже сброшенную на Хиросиму), атаковала обычными торпедами, несмотря на наличие четырёх «Кайтэнов» и вопреки просьбам их пилотов. Единственным крупным кораблём, потопленным «Кайтэнами», стал американский танкер «Миссисинева».